# Le Mazeau
Le Mazeau és un municipi francès situat al departament de Vendée i a la regió de País del Loira. L'any 2007 tenia 431 habitants.

## Demografia

### Població
El 2007 la població de fet de Le Mazeau era de 431 persones. Hi havia 196 famílies de les quals 52 eren unipersonals (8 homes vivint sols i 44 dones vivint soles), 96 parelles sense fills i 48 parelles amb fills.
La població ha evolucionat segons el següent gràfic:
Habitants censats

### Habitatges
El 2007 hi havia 277 habitatges, 199 eren l'habitatge principal de la família, 61 eren segones residències i 17 estaven desocupats. 275 eren cases i 1 era un apartament. Dels 199 habitatges principals, 167 estaven ocupats pels seus propietaris, 28 estaven llogats i ocupats pels llogaters i 4 estaven cedits a títol gratuït; 6 tenien dues cambres, 23 en tenien tres, 50 en tenien quatre i 120 en tenien cinc o més. 177 habitatges disposaven pel capbaix d'una plaça de pàrquing. A 84 habitatges hi havia un automòbil i a 92 n'hi havia dos o més.

### Piràmide de població
La piràmide de població per edats i sexe el 2009 era:
| Homes | Edats   | Dones |
| ----- | ------- | ----- |
| 0     | 95 o +  | 0     |
| 0     | 90 a 94 | 0     |
| 4     | 85 a 89 | 0     |
| 8     | 80 a 84 | 0     |
| 20    | 75 a 79 | 20    |
| 12    | 70 a 74 | 16    |
| 12    | 65 a 69 | 28    |
| 24    | 60 a 64 | 20    |
| 12    | 55 a 59 | 12    |
| 4     | 50 a 54 | 24    |
| 16    | 45 a 49 | 0     |
| 32    | 40 a 44 | 16    |
| 16    | 35 a 39 | 24    |
| 4     | 30 a 34 | 12    |
| 16    | 25 a 29 | 4     |
| 12    | 20 a 24 | 8     |
| 12    | 15 a 19 | 4     |
| 28    | 10 a 14 | 16    |
| 12    | 5 a 9   | 12    |
| 4     | 0 a 4   | 4     |

## Economia
El 2007 la població en edat de treballar era de 253 persones, 180 eren actives i 73 eren inactives. De les 180 persones actives 164 estaven ocupades (82 homes i 82 dones) i 16 estaven aturades (8 homes i 8 dones). De les 73 persones inactives 40 estaven jubilades, 6 estaven estudiant i 27 estaven classificades com a «altres inactius».

### Ingressos
El 2009 a Le Mazeau hi havia 197 unitats fiscals que integraven 435 persones, la mediana anual d'ingressos fiscals per persona era de 17.045 €.

### Activitats econòmiques
Dels 13 establiments que hi havia el 2007, 1 era d'una empresa alimentària, 5 d'empreses de construcció, 3 d'empreses de comerç i reparació d'automòbils, 1 d'una empresa de transport, 1 d'una empresa d'hostatgeria i restauració i 2 d'empreses de serveis.
Dels 3 establiments de servei als particulars que hi havia el 2009, 2 eren fusteries i 1 lampisteria.
Dels 2 establiments comercials que hi havia el 2009, 1 era una botiga de menys de 120 m² i 1 una fleca.
L'any 2000 a Le Mazeau hi havia 10 explotacions agrícoles que ocupaven un total de 504 hectàrees.

## Equipaments sanitaris i escolars
El 2009 hi havia una escola elemental integrada dins d'un grup escolar amb les comunes properes formant una escola dispersa.

## Poblacions més properes
El següent diagrama mostra les poblacions més properes.